# Мартынов, Игорь Юрьевич (хоккеист)
Игорь Юрьевич Мартынов (род. 2 февраля 1964, Москва) — советский и российский хоккеист, защитник.
Воспитанник ЦСКА. В чемпионате СССР дебютировал 13 мая 1982 года в домашней игре ЦСКА против «Торпедо» Горький (6:0), проведя единственный матч в сезоне. Играл в высшей лиге и МХЛ за ЦСКА (1982/83 — 1983/84), «Спартак» Москва (1984/85 — 1989/90), «Торпедо» Ярославль (1990/91 — 1992/93, 1994/95). Выступал во второй лиге за «Трактор» Липецк (1989/90), в чемпионате Италии за «Аллеге» (1993/94).
Бронзовый призёр чемпионата Европы среди юниорских команд 1982. Чемпион мира среди молодёжных команд 1984.
Участник матча сборной команды СКА Ленинград и «Торпедо» против «Монреаль Канадиенс » (3:5, 1990 год).